# Eigenmannia correntes
Eigenmannia correntes es una especie de pez sternopígido de agua dulce del género Eigenmannia, cuyas especies son denominadas comúnmente señoritas, banderitas o cuchillos. Se distribuye en ambientes acuáticos del centro de Sudamérica. 

## Taxonomía
Esta especie fue descrita originalmente en el año 2017 por los ictiólogos Ricardo Campos da Paz e Igor Raposo Queiroz.
Etimología
Etimológicamente el nombre genérico Eigenmannia rinde honor al ictiólogo estadounidense, nacido en Alemania, Carl H. Eigenmann. El epíteto específico correntes es un topónimo que refiere al curso fluvial colector de la cuenca hidrográfica en la cual esta especie es endémica: el río Correntes, en el centro de Brasil. 
Caracterización y relaciones filogenéticas
Como otras especies del género Eigenmannia, Eigenmannia correntes posee los ojos cubiertos por la piel, un cuerpo en forma de cuchillo comprimido, no presenta ni aletas pélvicas ni dorsal, siendo la aleta anal extremadamente larga y ondulante para permitirle moverse tanto hacia delante como hacia atrás. También poseen un órgano que genera descargas eléctricas. 
Eigenmannia correntes pertenece al “grupo de especies Eigenmannia trilineata”, cuyos integrantes se caracterizan por presentar la banda en el flanco en el sector medial superior.
El tener la boca subterminal (y no terminal) permite separar a Eigenmannia correntes de las otras especies de su grupo, exceptuando E. vicentespelaea, E. waiwai y E. besouro. De estas, y de las restantes especies, se distingue por presentar caracteres merísticos y morfométricos propios, entre los que se encuentran el número de dientes en el premaxilar y en el dentario, el número de escamas de la serie longitudinal ubicada encima de la línea lateral, el número de radios de las aletas pectoral y anal, el diámetro del ojo, la distancia postorbital y la longitud del hocico.

## Distribución y hábitat
Eigenmannia correntes se distribuye de manera endémica en los estados de Mato Grosso y Mato Grosso del Sur, en el centro de Brasil, concretamente en las cálidas aguas de arroyos que drenan hacia el río Correntes. Este curso fluvial es un importante afluente del río Piquiri, el que integra la cuenca del río Alto Paraguay, perteneciente a la cuenca del Paraná, integrante a su vez de la cuenca del Plata.
Ecorregionalmente es un endemismo de la ecorregión de agua dulce Paraguay.